# Гёритц, Матиас
Вернер Матиас Гёритц Брюннер (Werner Mathias Goeritz Brünner; * 4 апреля 1915, Данциг, Германская империя; † 4 августа 1990, Мехико, Мексика) — немецкий архитектор, художник, скульптор и теоретик искусства, много лет проживший и работавший в Мексике.

## Жизнь и творчество
Матиас Гёритц поддерживал постоянные контакты со многими ведущими деятелями искусства из разных стран, создавая и участвуя в различных творческих проектах и работах. Прежде всего в Мексике имели место многочисленные выставки его работ, картин и скульптуры. В значительной степени его произведения носил и религиозный характер, давая различные интерпретации теме распятия Христа. В частности, он является автором алтарей в церквях Сантьяго в Тлателолько и капелле Конвенто де лас Капучинас дель Саградо Корасон де Мария в Тлалпан (оба — районы Большого Мехико). По эскизам Гёритца в различных мексиканских храмах созданы цветные витражи. Он является также автором первой мастерской в Мексике, посвящённой индустриальному дизайну. Участник проектов архитекторов Луиса Баррагана и Рикардо Легоррета.
Родился в семье адвоката Эрнста Гёритца и Хедвиг Брюннер, дочери художника Карла Брюннера. Отец Матиаса Гёритца был еврейского происхождения. В год раждения Матиаса семья Гёритц переезжает в Барлин, где его отец получал место в управление культуры района Шарлоттенбург. Поле окончания гимназии молодой человек в 1934 году поступает в берлинской университет Фридриха-Вильгельма на медицинский факультет, затем переходит на факультет теологии и истории искусств, в 1935—1936 годы изучает театральное искусство, затем историю искусств и живопись в Высшей школе прикладного творчества в классах Макса Кауза и Ганса Орловски. В эти годы Гёритц интересуется первобытным искусством, посещает лекции по этой тематике Экарта фон Зюдова и историка Герберта Кюна, позднее совершив поездку в Испанию, в пещеру Альтамира для изучения там древней иберийской натенной живописи. В конце 1930 -х годов Гёритц знакомится и поддерживает контакты с известными немецкими художниками и скульпторами — Эрнстом Барлахом, Кете Кольвиц, Эрехам Хеккелем, Карлом Шмидо-Ротлдуфом. В 1937 году он несколько месяцев живёт в Париже, в 1939 совершает поездки по различным европейским странам, в Берне посещает Пауля Клее. В 1940 году защищает диссертацию монографией о немецком живорписце Фердинанде ыон Райски. 1
В связи с проблемами, возникшими с приходом национал-социалистов к власти в Германии, Матиас Гёритц в 1941 году покидает страну, уехав сперва в Тетуан в Испанском Марокко, где преподаёт рисование и немецкий язык. В 1942 году он переезжает в Мадрид, а затем в Гранаду, женится на фотографе Марианне Гаст, знакомится с художниками Антони Тапис и Антонио Саура. В 1948 году Гёритц участвует в создании «школы Альтамира», объединении художников разных стран, участвовавших в обмене идеями по поводу дальнейшего развития изобразительного искусства. В работе школы участвовали также Хуан Миро и Вилли Баумайстер. Первая «Международная неделя современного искусства» была проведена 19-25 сентября 1949 года в пещерах Альтамиры в Испании. Работа школы была оценена франкистскими испанскими властями как «масонская» и «коммунистическая», в результате чего от Гёритца потребовали, чтобы он покинул Испанию. В том же году художник уезжает в Мексику.
Гёритц был одним из семи европейских архитекторов, которые были приглашены Игнасио Диасом Моралесом в университете Гвадалахары для создания там архитектурного факультета. В Мексике Гёритц реализует свои многочисленные скульптурные замыслы, он украшает мексиканскую столицу монументальными работами «Энергия», Ворота Сателите, Ворота Микскоас, «Эль Коко» и т. д. Он также работает над проектом Эксперимантального музея эль Эко (Museo Experimental El Eco), организует большие выставки европейской живописи XX века с произведениями Ренуара, Дега, Мане, Тулуз-Лотрека и Брака. В ряде церквей Мехико Гёритц проводит ряд работ с витражами для использования их освещения с целью более богатой игры красок (кафедральный собор Мехико, кафедральный собор Сан-Лоренцо, собор Сантьяго-Тлателолько, кафедральный собор Куэрнавака).
Матиас Гёритц пишет ряд работ и монографий, посвящённых теории архитектуры, в которых излагает свои идеи по данной тематике. В частности они публикуются в журнале Arquitectura México, главным редактором которого он был в 1958—1978 годах. В 1953—1954 годах он публикует свой «Манифест эмоциональной архитектуры». В 1953 он также переезжает в столицу страны, в Мехико. В том же году он занимается строительством Museo Experimental El Eco, который возводится по его проекту. Во дворе здания была установлена крупная металлическая скульптура Гёритца La Serpiente (ныне в скульптурном парке при Музее современного искусства Мехико). Здание музея эль Эко Гёритц называл примером «эмоциональной архитектуры». В 1954—1959 году он преподаёт дизайн в Автономном национальном университете Мехико, в 1957 году на севере Мехико возводятся его «Ворота Спутники» (Torres de Satélite), ставшие одним из знакових построек мексимканской столицы. В работе над ними принимали участие также архитекторы Марио Пани, Луис Барраган и Хесус Ркейс Ферейра. В 1960 году Гёритц женится вторично, на мексиканской историку искусств Иде Родригес Прамполини, с которой был знаком ещё с времён работы над «школой Альтамиры» .
В 1962 году в Нью-Йорке, в галерее Карстейрс (Carstairs Gallery) проходит первая персональная выставка работ Матиаса Гёритца. В 1966—1968 годы он был советником в области культуры при подготовке Олимпийских игр 1968 года в Мехико. В этом качестве он проводит в жизнь грандиозный проект Ruta de la Amistad, в рамках которого были приглашены 18 скульпторов из различных стран для возведения крупноформатных пластических работ вдоль одной из центральных улиц Мехико, Avenida Periférico. Украшенная статуями трасса длиной в 17 километров является самым протяжённым скульптурным проектом в мире. В 1972 году Гёритц посещает Израиль. В 1977 году по его проекту и согласно его теории «эмоциональной архитектуры» в Иерусалиме возводится здание Общественного центра Сальтиель (Saltiel Community Center). В 1979 году, рядом со зданием университета Сьюдад-Университария, в южной части Мехико осуществляется проект Espacio Escultórico, над которым работали, наряду с Гёритцем, ещё несколько мексиканских архитекторов, скульпторов и художников. Он представлял собой круг диаметром в 120 метров из камней вулканической лавы находящегося поблизости вулкана Кситле с 64 модулями из бетона. Куски лавы внутри круга не обработаны и сохраняют свою первоначальную форму. В 1986 году Гёритц осуществляет свой большой скульптурный проект «Энергия» в парке Чепультепек в мехико, у входа в Зоологический парк мексиканской столицы.
В 1979 году Матиас Гёритц становится членом Королевской Академии изобразительного искусства в Гааге.

## Галерея

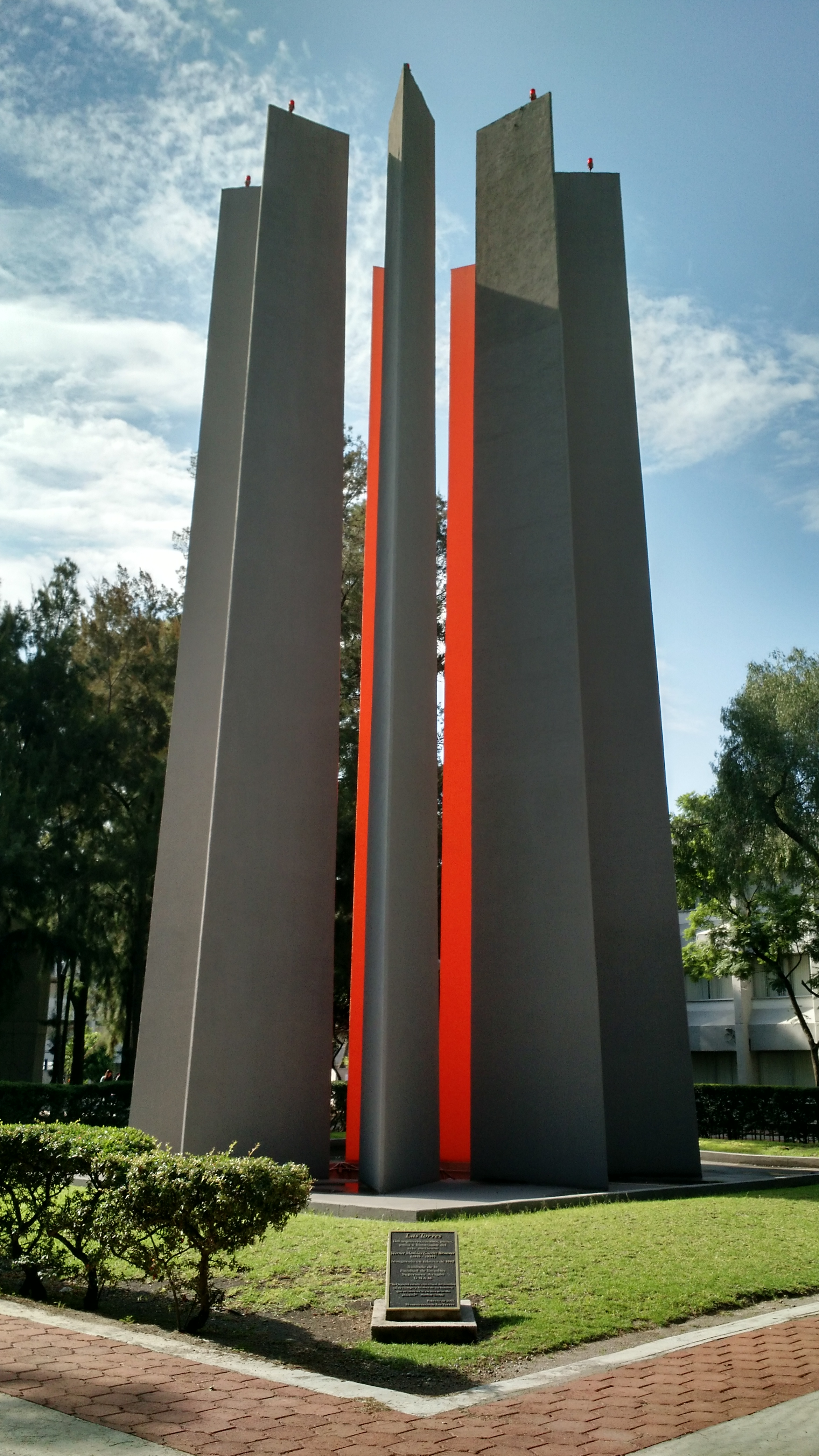
Ворота, Национальный автономный университет, Мехико
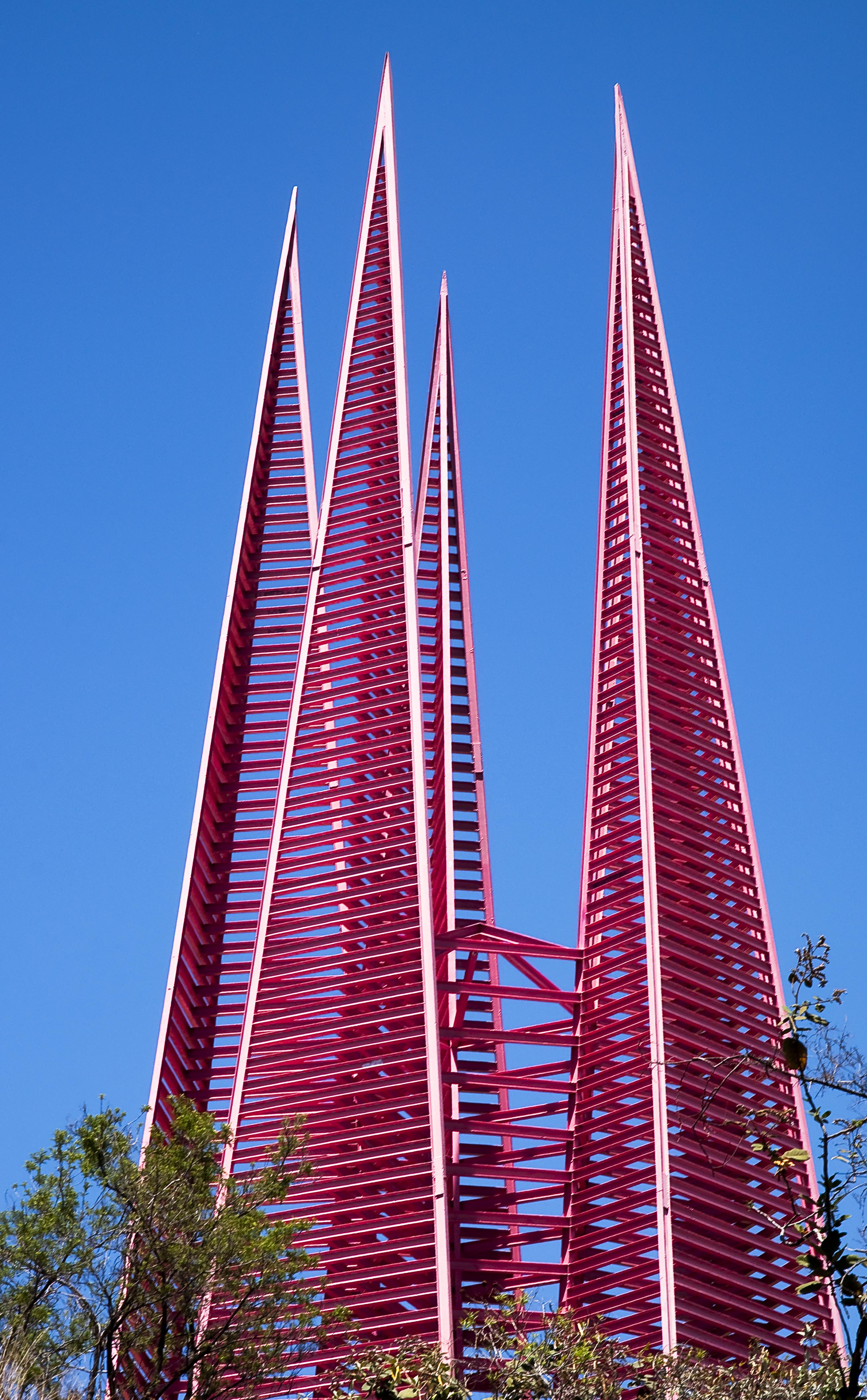
Корона из камня, Парк скульптур Национального автономного университета, Мехико
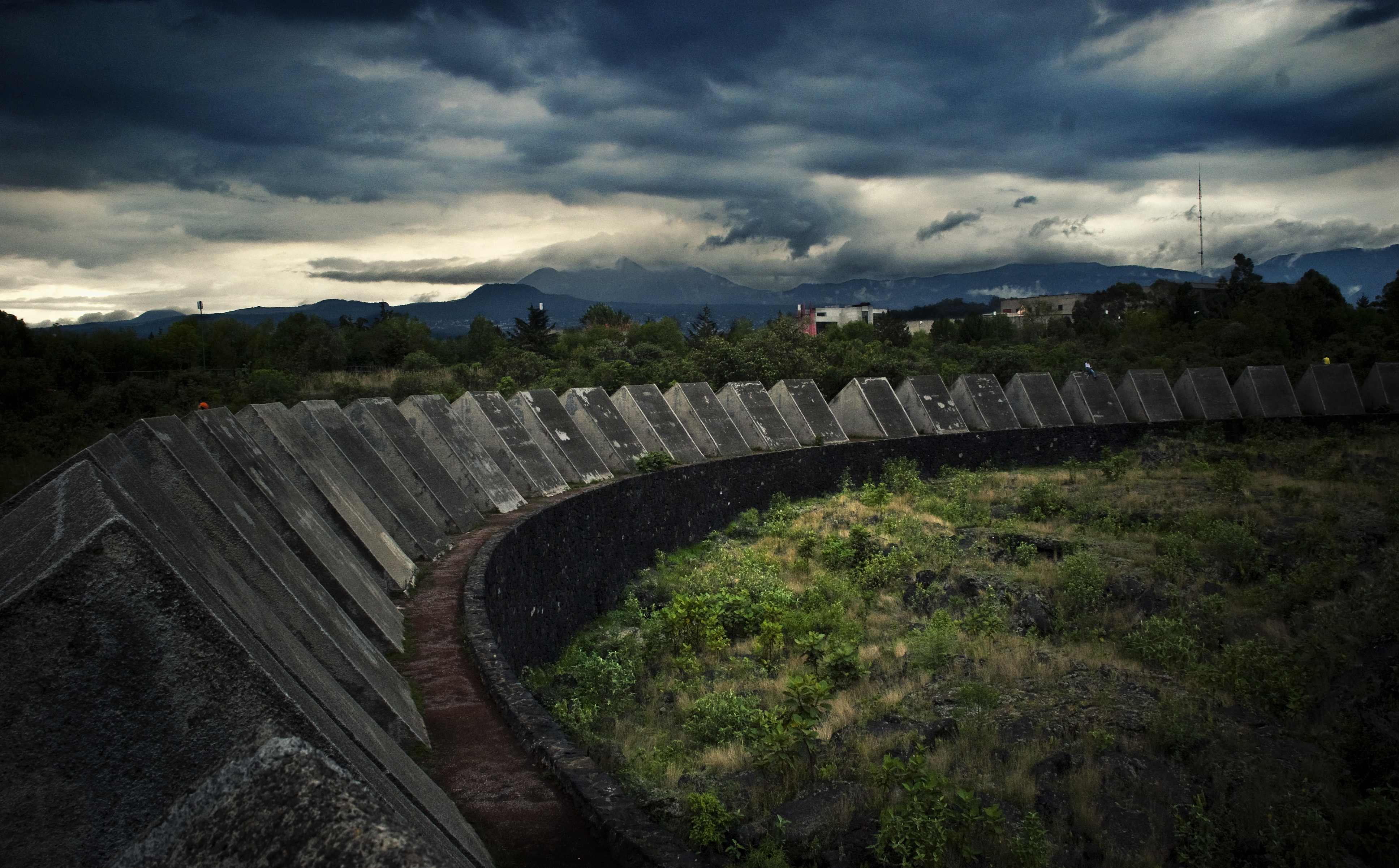
Espacio Escultórico, совместная работа Гёритца, Мануэля Фельквереза, Хелен Эскобедо, Федерико Сильва Муньоса, Гершуа и Энрике Гонсалеса.
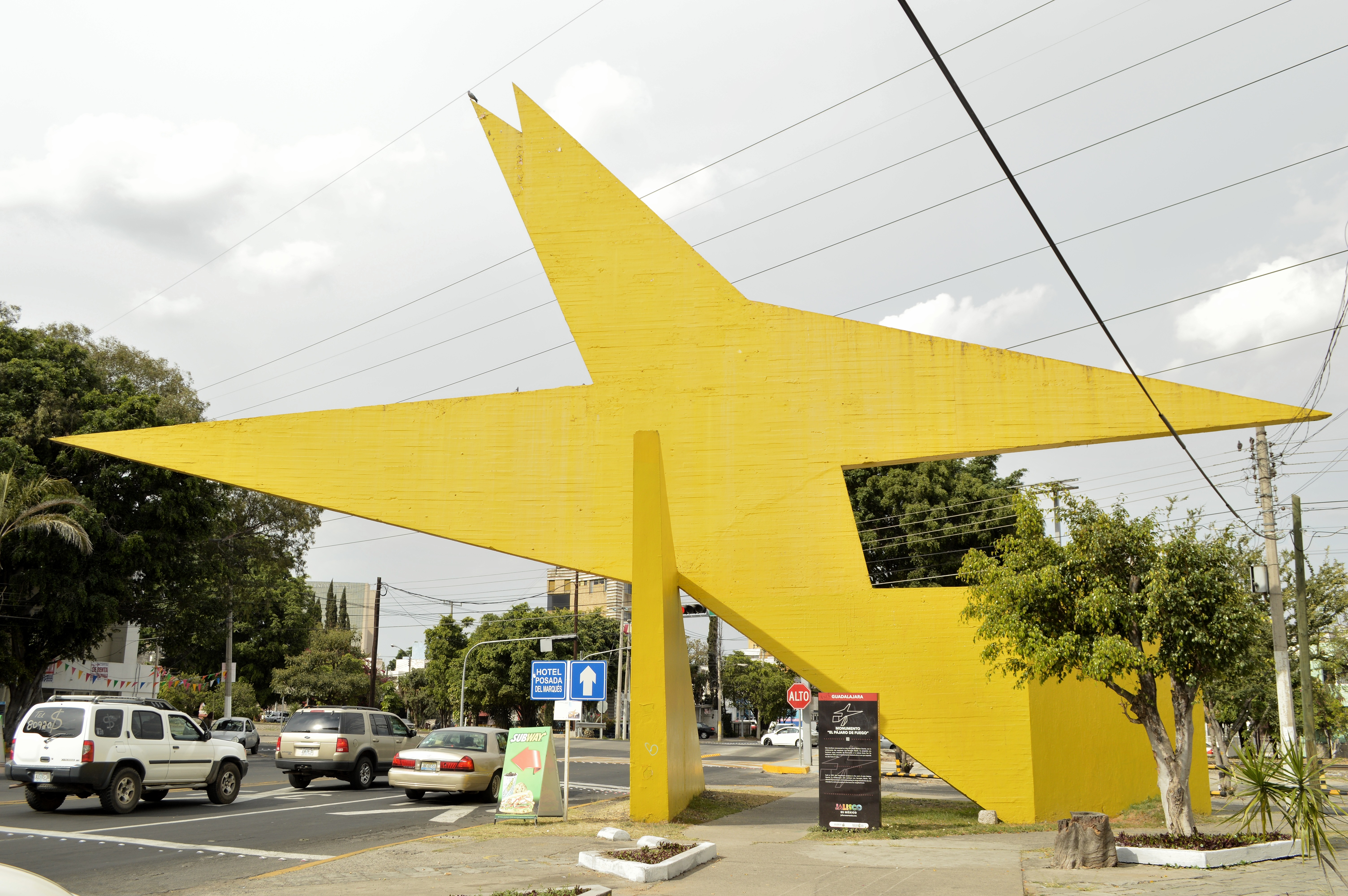
Жёлтая птица (1957).
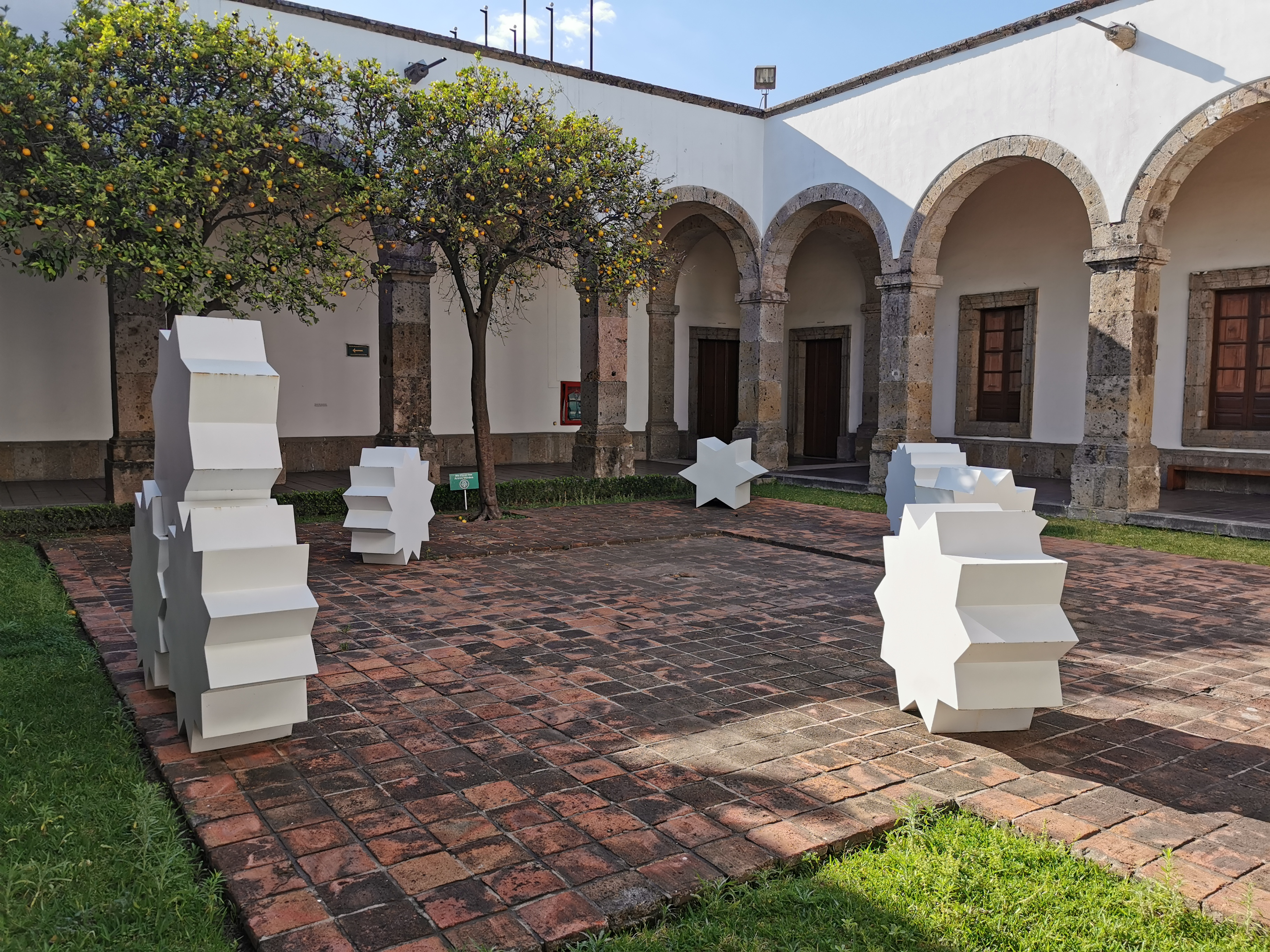
Скульптура Матиаса Гёритца, Гвадалахара.

## Сочинения
- Johann Elias Ridinger : 60 Bilder. Mit einleitendem Text von Mathias Goeritz, Kanter-Bücher ; 24 Kanter Verlag, Königsberg 1941 (Mit Johann Elias Ridinger)
- Ferdinand von Rayski und die Kunst des neunzehnten Jahrhunderts, Hans von Hugo Verlag, Berlin 1942
- Manifiesto de la Arquitectura Emocional. Cuadernos de la Arquitectura, Guadalajara/Jalisco, März 1954
- La educación visual. La Gaceta, Publicación del Fondo de Cultura Económica, 8. Jg., Nr. 86, Okt. 1961
- Sobre Luis Barragán. Arquitectos de México Nr. 1, México D. F. 1964
- Gedanken zur Kunst der Gegenwart und Zukunft, Linzer Akademiefonds, Linz 1967
- Highway sculpture: the towers of Satellite City. Leonardo, International Journal of the contemporary artist, Oxford, England, Pergamon Press, 3. Jg., Juli 1970, S. 319—322